# 無記名預金口座
無記名預金口座（むきめいよきんこうざ、Numbered bank account）は、名義人の記載のない預金口座である。利用者の秘密性・匿名性が強く、口座番号と符号のみで資金の受払を行うことができる。単にNumberd accountともいう他、匿名口座と訳することもある。
利用者にとって銀行秘密が保証されるが、脱税のための資金の隠匿やマネーロンダリグに使われるリスクが高いとして、FATFでは参加国に禁止を求めている。スイスやオーストリアでは、伝統的に無記名預金口座の提供を続けてきたが、FATF勧告を含め諸外国からの批判が強くなってから以降、運用は変化しており、預金者は口座利用時に銀行が指定する個人認証を完了しなければならず、また、2015年にスイスとEU加盟国との間で自動的情報交換（automatic exchange of information）の合意が成立し、秘密口座としての性格は失いつつある。
現代では、前払式電子マネーや仮想通貨の匿名ウォレットなどで、無記名預金口座と同様の議論が行われている。
日本では、1946年から1988年までの間、無記名定期預金口座の開設が認められており、預金者は住所・氏名を届け出ることなく、印鑑のみで無記名の預金証書の発行を金融機関から受けることができ、この際、印鑑と預金者の氏名が一致している必要はなく、口座の開設手続を行った者と実際に口座に資金を預け入れる者が別人であることも許容され、預金の払戻しは預金証書と口座開設時に届けた印鑑を持参した者に行われていた。